# ZC4H2
ZC4H2 (англ. Zinc finger C4H2-type containing) – білок, який кодується однойменним геном, розташованим у людей на X-хромосомі. Довжина поліпептидного ланцюга білка становить 224 амінокислот, а молекулярна маса — 26 244.
| 10         |  | 20         |  | 30         |  | 40         |  | 50         |
| ---------- |  | ---------- |  | ---------- |  | ---------- |  | ---------- |
| MADEQEIMCK |  | LESIKEIRNK |  | TLQMEKIKAR |  | LKAEFEALES |  | EERHLKEYKQ |
| EMDLLLQEKM |  | AHVEELRLIH |  | ADINVMENTI |  | KQSENDLNKL |  | LESTRRLHDE |
| YKPLKEHVDA |  | LRMTLGLQRL |  | PDLCEEEEKL |  | SLDYFEKQKA |  | EWQTEPQEPP |
| IPESLAAAAA |  | AAQQLQVARK |  | QDTRQTATFR |  | QQPPPMKACL |  | SCHQQIHRNA |
| PICPLCKAKS |  | RSRNPKKPKR |  | KQDE       |  |            |  |            |

A: Аланін

C: Цистеїн

D: Аспарагінова кислота

E: Глутамінова кислота

F: Фенілаланін

G: Гліцин

H: Гістидин

I: Ізолейцин

K: Лізин

L: Лейцин

M: Метіонін

N: Аспарагін

P: Пролін

Q: Глутамін

R: Аргінін

S: Серин

T: Треонін

V: Валін

W: Триптофан

Кодований геном білок за функцією належить до білків розвитку. 
Задіяний у такому біологічному процесі, як альтернативний сплайсинг. 
Білок має сайт для зв'язування з іонами металів, іоном цинку. 
Локалізований у клітинній мембрані, цитоплазмі, ядрі, мембрані, клітинних контактах, синапсах.